# Chrysodeixis furihatai
Chrysodeixis furihatai är en fjärilsart som beskrevs av Okano 1963. Chrysodeixis furihatai ingår i släktet Chrysodeixis och familjen nattflyn. Inga underarter finns listade i Catalogue of Life.